# Аникин, Николай Андреевич
Николай Андреевич Аникин (1919—1997) — советский военный деятель, майор, Герой Советского Союза (1943).

## Биография
Николай Аникин родился 22 января 1919 года в селе Кривая Лука в семье крестьянина. Получил неполное среднее образование, после чего работал плотником на кожевенном заводе в городе Сталинабаде (ныне — столица Таджикистана Душанбе). В 1939 году призван в Красную Армию. С 1941 года принимал участие в Великой Отечественной войне, с 1943 года — член ВКБ(б).
К осени 1943 года Аникин имел звание сержанта и должность помощника командира сапёрного взвода 1318-го стрелкового полка 163-й стрелковой дивизии 38-й армии Воронежского фронта. Совершил подвиг во время битвы за Днепр.
2 октября 1943 года Аникин в составе группы бойцов своего взвода переправился через Днепр южнее Киева. Скрытно разминировав проходы в минных полях, Аникин подполз к немецкой траншее, и забросал её гранатами. В результате ожесточённой схватки группа бойцов во главе с Аникиным выбила немецких солдат с занятых ими позиций. В этом бою Аникин лично уничтожил семнадцать немецких солдат. После этого, оставив бойцов на занятом рубеже, Аникин вернулся к Днепру, и, несмотря на шквальный огонь гитлеровцев, переправил за ночь сто восемьдесят три бойца, что обусловило сохранение плацдарма.
29 октября 1943 года указом Президиума Верховного Совета СССР за «образцовое выполнение боевых заданий командования на фронте борьбы с немецко-фашистским захватчиками и проявленные при этом мужество и героизм» сержант Николай Аникин был удостоен высокого звания Героя Советского Союза с вручением ордена Ленина и медали «Золотая Звезда» за номером 2769.
В 1944 году Аникин окончил Ленинградское военно-инженерное училище и получил звание младшего лейтенанта. После войны он продолжил службу в Советской армии, выйдя в отставку в звании майора в 1964 году. После этого проживал в городе Калининграде (ныне — город Королёв Московской области), где и скончался 18 марта 1997 года.